# Clavaporania fitchorum
Espèce
Clavaporania fitchorum est une espèce d'étoiles de mer de la famille des Poraniidae. C'est une espèce abyssale rencontrée dans le Pacifique sud-ouest.

## Description
C'est une étoile d'allure classique, avec cinq bras courts et pointus rayonnant autour d'un disque central. Cette étoile possède un tégument épais typique de sa famille, et un profil légèrement rebondi. 
Cette étoile est caractérisée par un squelette formant des piquants en forme de clef, d'où le nom du genre.

## Habitat et répartition
Cette espèce n'a été récoltée qu'une seule fois, à l'occasion d'une expédition sous-marine menée en 1965 au mont sous-marin appelé Hjort Seamount, par 1 600 mètres de profondeur, près de l'Île Macquarie au sud de l'Australie.

## Taxinomie
L'holotype et unique spécimen connu de l'espèce a été pêché en 1965, mais l'espèce (et son genre, dont elle est la seule espèce) n'a été déterminée et nommée qu'en 2014, par Christopher Mah. Le nom de l'espèce rend hommage à Mason & Lisa Fitch.